# Verwaltungsgliederung Äthiopiens

Regionen Äthiopiens seit 2023

Die Verwaltungsgliederung Äthiopiens hat sich im Laufe des 20. Jahrhunderts mehrmals geändert. Sie besteht in ihrer heutigen, föderalistischen Form seit 1995. Seit der Schaffung der Region Südäthiopien ist Äthiopien in zwölf Regionen und zwei regionsunabhängige Städte gegliedert.
Die dezentrale Struktur Äthiopiens reicht bis auf verschiedene Königreiche innerhalb des einstigen Kaiserreiches zurück, die bis zur italienischen Besatzung 1936 existierten.

## Gegenwärtige Gliederung

Verwaltungsgliederung Äthiopiens:
In schwarz die Grenzen der Regionen,
in grau die Grenzen der Zonen,
in weiß die Grenzen der Woredas (ca. 2008)

Der heutige föderale Aufbau Äthiopiens wurde von der Regierungskoalition EPRDF mit der neuen Verfassung von 1995 eingeführt. Sie unterteilt das Land in ursprünglich neun Regionen oder Bundesstaaten bzw. Kililoch (Einzahl: Kilil oder kǝllǝl, ክልል) und zwei unabhängige Städte (Astedader Akababiwoch; Einzahl: Astedader Akababi). Nach drei Referenden in der Region der südlichen Nationen, Nationalitäten und Völker wurde diese schrittweise zunächst aufgespalten und schließlich aufgelöst. Im Juni 2020 wurde die neue Region Sidama gegründet, im November 2021 spaltete sich die Region der südwestäthiopischen Völker ab und im August 2023 entstanden auf dem noch verbleibenden Gebiet die beiden Regionen Zentraläthiopien und Südäthiopien. 
Die Regionen werden weiter in 85 Zonen untergliedert. Die Zonen setzen sich aus etwa 765 Woredas beziehungsweise Distrikten zusammen, die wiederum in Kebeles unterteilt sind. Manche Kebeles bilden Städte. Mancherorts wurden unterhalb der Kebele noch tiefere Verwaltungsebenen eingeführt; dies dient laut Kritikern auch dazu, die Kontrolle des Regierungsbündnisses EPRDF über die Bevölkerung zu verstärken.
Die Verfassung garantiert den Regionen bzw. Bundesstaaten weitgehende Machtbefugnisse. Die Regionen können ihre eigene Regierung stellen und ihre eigene demokratische Organisation im Rahmen der Verfassung des Bundes erlassen. Jede Region hat ihr eigenes Parlament, in welches die Abgeordneten aus den Distrikten direkt gewählt werden. Die Regionalparlamente haben entsprechende legislative und exekutive Befugnisse, die inneren Angelegenheiten der Bundesstaaten zu regeln. Artikel 39 der äthiopischen Verfassung räumt zumindest theoretisch jeder Region das Recht ein, sich von Äthiopien zu lösen (Sezessionsrecht).
Die Regionen wurden nach ethnischen Kriterien eingeteilt, wobei die größeren Volksgruppen jeweils eine eigene Region erhielten. Diese Gliederung wird auch als ethnischer Föderalismus bezeichnet. Sie wird innerhalb Äthiopiens wie auch in der Forschung zur Geschichte und Politik des Landes unterschiedlich beurteilt: Ihren Befürwortern zufolge gewährleistet sie die Selbstbestimmung der äthiopischen Völker und verhinderte zugleich einen Zerfall des Landes durch die Unabhängigkeitsbewegungen verschiedener Volksgruppen. Gegner des ethnischen Föderalismus argumentieren hingegen, dass dieser die nationale Einheit schwäche. Das Oppositionsbündnis Qinijit, das vor allem amharische Parteien umfasst, lehnt diese Einteilung daher ab. Die Vereinigten Äthiopischen Demokratischen Kräfte als zweite große Oppositionskoalition, die vorwiegend bei der Oromo-Volksgruppe verankert ist, tritt hingegen für eine stärkere Föderalisierung ein.
Forschungen stützen den Schluss, dass es in verschiedenen Gebieten zu einer „Ethnisierung“ der Politik gekommen ist und dass sich Beziehungen zwischen Volksgruppen verändert haben, beispielsweise zwischen den Guji und anderen Oromo-Gruppen und verschiedenen Völkern der Region der südlichen Nationen, Nationalitäten und Völker oder zwischen Untergruppen der Oromo und Somali.

### Tabellarische Übersicht
Die nachfolgende Tabelle gibt einen Überblick über die Regionen und unabhängigen Städte nach Name, Fläche, Einwohnerzahl, Bevölkerungsdichte und wichtigsten Volksgruppen. Bezüglich Flächenangaben und der daraus berechneten Bevölkerungsdichte ist zu beachten, dass zwischen manchen Regionen Grenzstreitigkeiten bestehen. Daher gibt es abweichende Angaben und unterschiedliche Darstellungen auf Karten.
| Region (* = Stadt)                                | Hauptstadt     | Fläche in km² | Einwohner (2022) | Bev.-Dichte (Einw/km²) | HDI   | Titularnation und wichtige Völker | Lage | Flagge |
| ------------------------------------------------- | -------------- | ------------- | ---------------- | ---------------------- | ----- | --------------------------------- | ---- | ------ |
| Addis Abeba*                                      | –              | 530           | 3.860.000        | 7.324                  | 0,698 | –                                 |      |        |
| Dire Dawa*                                        | –              | 1.213         | 535.000          | 343                    | 0,544 | Oromo, Amharen, Somali            |      |        |
| Afar                                              | Asaita/Semera  | 96.707        | 2.091.000        | 22                     | 0,405 | Afar                              |      |        |
| Amhara                                            | Bahar Dar      | 156.960       | 22.877.000       | 148                    | 0,443 | Amharen                           |      |        |
| Benishangul-Gumuz                                 | Asosa          | 50.248        | 1.218.000        | 24                     | 0,453 | Berta, Gumuz                      |      |        |
| Gambela                                           | Gambela        | 25.802        | 508.000          | 17                     | 0,539 | Nuer, Anuak                       |      |        |
| Harar                                             | Harar          | 374           | 276.000          | 334                    | 0,562 | Aderi; Oromo, Somali              |      |        |
| Oromia                                            | Adama (Nazret) | 353.632       | 40.061.000       | 113                    | 0,448 | Oromo                             |      |        |
| Region der südwestäthiopischen Völker (seit 2021) | Bonga          | 39.884        | 3.303.000        | 83                     | 0,464 |                                   |      |        |
| Sidama (seit 2020)                                | Awassa         | 6.695         | 4.623.000        | 691                    | 0,464 | Sidama                            |      |        |
| Somali                                            | Jijiga         | 279.252       | 6.506.000        | 20                     | 0,409 | Somali                            |      |        |
| Südäthiopien (seit 2023)                          | Wolaita Sodo   |               |                  |                        |       | Wolaytta u. a.                    |      |        |
| Tigray                                            | Mek’ele        | 50.079        | 5.739.000        | 115                    | 0,487 | Tigray                            |      |        |
| Zentraläthiopien (seit 2023)                      | Hosaena        |               |                  |                        |       | Hadiyya, Gurage u. a.             |      |        |

### Amtsblätter
- Bund: Federal Negarit Gazette (ፌደራል ነጋሪት ጋዜጣ; Amharisch, Englisch)[11]
- AA: Addis Negari Gazeta (አዲስ ነጋሪ ጋዜጣ; Amharisch, Englisch)
- DD: Dire Negarit Gazeta (ድሬ ነጋሪት ጋዜጣ; Amharisch)
- AF: Afar Region Dinkara Gazeta (ዲንካራ ጋዜጣ; Afar, Amharisch, Englisch)
- AM: Zikre-Hig Gazette (ዝክረ-ሕግ ጋዜጣ; Amharisch, Englisch)
- BE: Lissane Hig Gazeta (ልሳነ ሕግ ጋዜጣ; Amharisch, Englisch)
- GA: Gambella Negarit Gazeta (ጋምቤላ ነጋሪት ጋዜጣ) ?
- HA: Harar Negari Gazeta (ሐረር ነጋሪ ጋዜጣ; Amharisch)[12]
- OR: Megeleta Oromia (Magalata Oromiyaa, መገለተ ኦሮሚያ; Oromo, Amharisch, Englisch)
- SI: SNRS Affini Gazeta (SDQM Affini Gaazeexa, ሲ/ብ/ክ/መ አፍኒ ጋዜጣ; Sidama, Amharisch)
- SO: Dhool Gazeta (Somali, Amharisch, Englisch)
- SW: Debub Merab Negarit Gazeta (ደቡብ ምዕራብ ነጋሪት ጋዜጣ)
- TI: ነጋሪት ጋዜጣ ትግራይ Nägarit Gazeṭa Tǝgray (የትግራይ ነጋሪት ጋዜጣ; Tigrinya, Amharisch)[13]
- C?: Maekelawi Negarit Gazeta (ማዕከላዊ ነጋሪት ጋዜጣ)
- S?: Debub Ethiopia Negarit Gazeta (ደቡብ ኢትዮጵያ ነጋሪት ጋዜጣ; ehemals: Debub Negarit Gazeta[14])

Die Negarit, eine große Trommel, war früher ein Herrschaftssymbol in Äthiopien und diente der Ankündigung öffentlicher Bekanntmachungen.

## Historische Entwicklung

Expansion unter Menelik II.

Den Anfängen einer Provinzorganisation zu Beginn des 20. Jahrhunderts folgten mehrere Umstrukturierungen in den Jahren 1936, 1941, 1960, 1965, 1974, 1981, 1987, 1991, 1993, 2020, 2021 und 2023 bis zur gegenwärtigen Struktur von 2024.

### 1855–1936

Provinzen vor 1936

Im 18. Jahrhundert zerfiel das Reich der salomonischen Dynastie in die Herrschaftsbereiche Begemder (mit Gonder), Godscham, Shewa, Wällo und Tigray (Ära der Richter). Ab 1855 gelang es Tewodros II., diese Gebiete wieder zu vereinen. Menelik II. aus Shewa verlegte die Hauptstadt ins 1886 gegründete Addis Abeba und dehnte seine Herrschaft im Südosten über das Emirat Harar (1887) aus, im Süden über die Königreiche der Region Gibe (1885/1902 Gumma, 1886 Gomma, 1891 Limmu-Ennarea, 1894 Janjero; 1884/89 Oberhoheit über Jimma/Abba Jifar mit Garo und Gera) sowie über Wolaytta (1896) und Kaffa (1897). Aus den bestehenden Feudalstrukturen entwickelten sich allmählich Provinzen (amharisch ግዛት gǝzat).

### Italienische Besatzung (1936–1941)

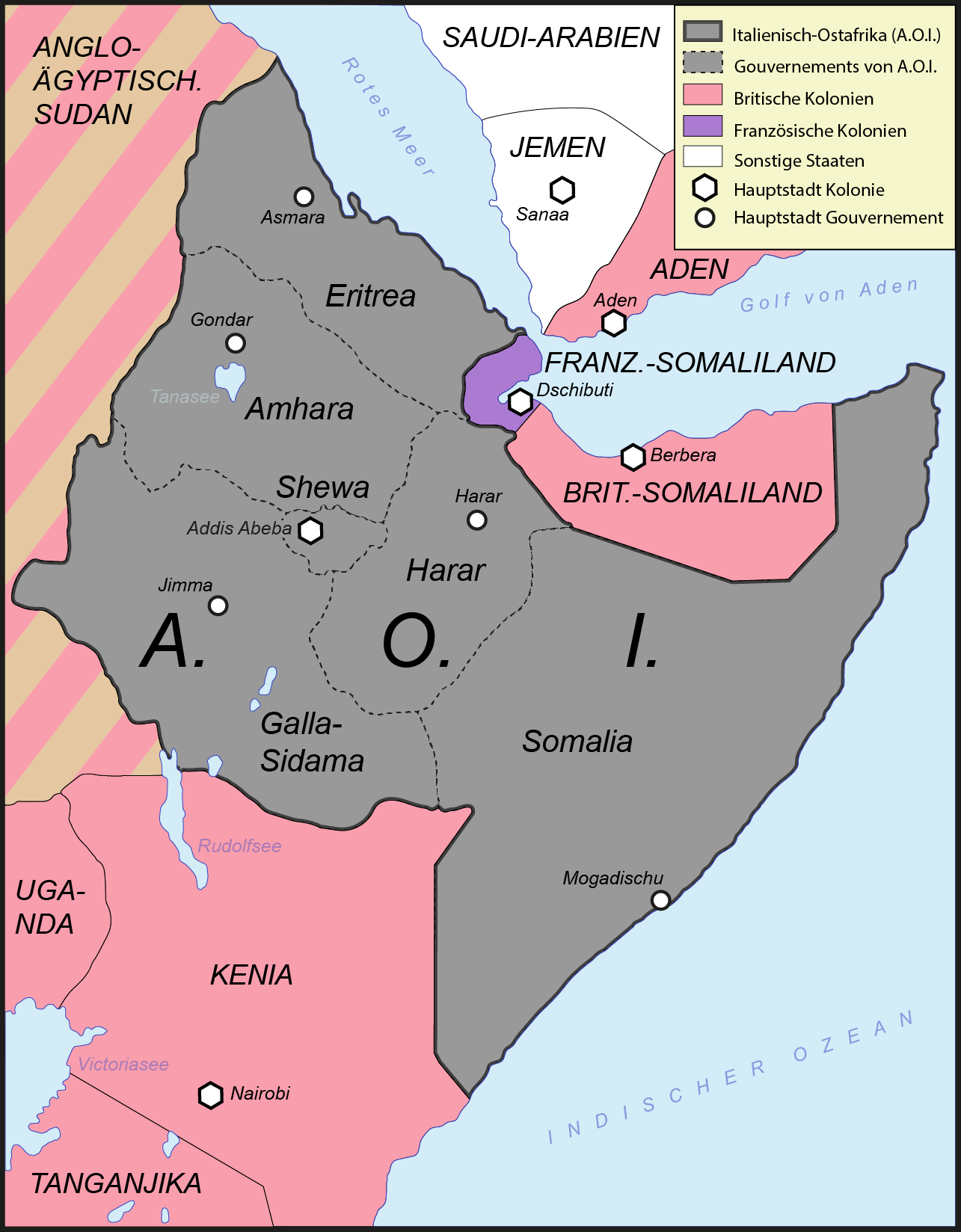
Administrative Einteilung von Italienisch-Ostafrika (A.O.I.)

Während der italienischen Besatzung wurden grundlegende Neuordnungen durchgeführt. Das vom faschistischen Italien besetzte Äthiopien war Teil der Kolonie Italienisch-Ostafrika. Es wurden Governorate mit Kommissariaten geschaffen.
- Amhara (Hauptstadt Gondar) (sechs Kommissariate)
- Eritrea (Hauptstadt Asmara) (zwölf Kommissariate)
- Galla und Sidamo (Hauptstadt Jimma) (zwölf Kommissariate)
- Harar (Hauptstadt Harar) (sieben Kommissariate)
- Scioa (Shewa, Schoa; Hauptstadt Addis Abeba) (ein Kommissariat)
- Somalia (teilweise; nur die Kommissariate Ogaden und Uebi Gestro) inklusive Oltre Giuba

### 1941–1987

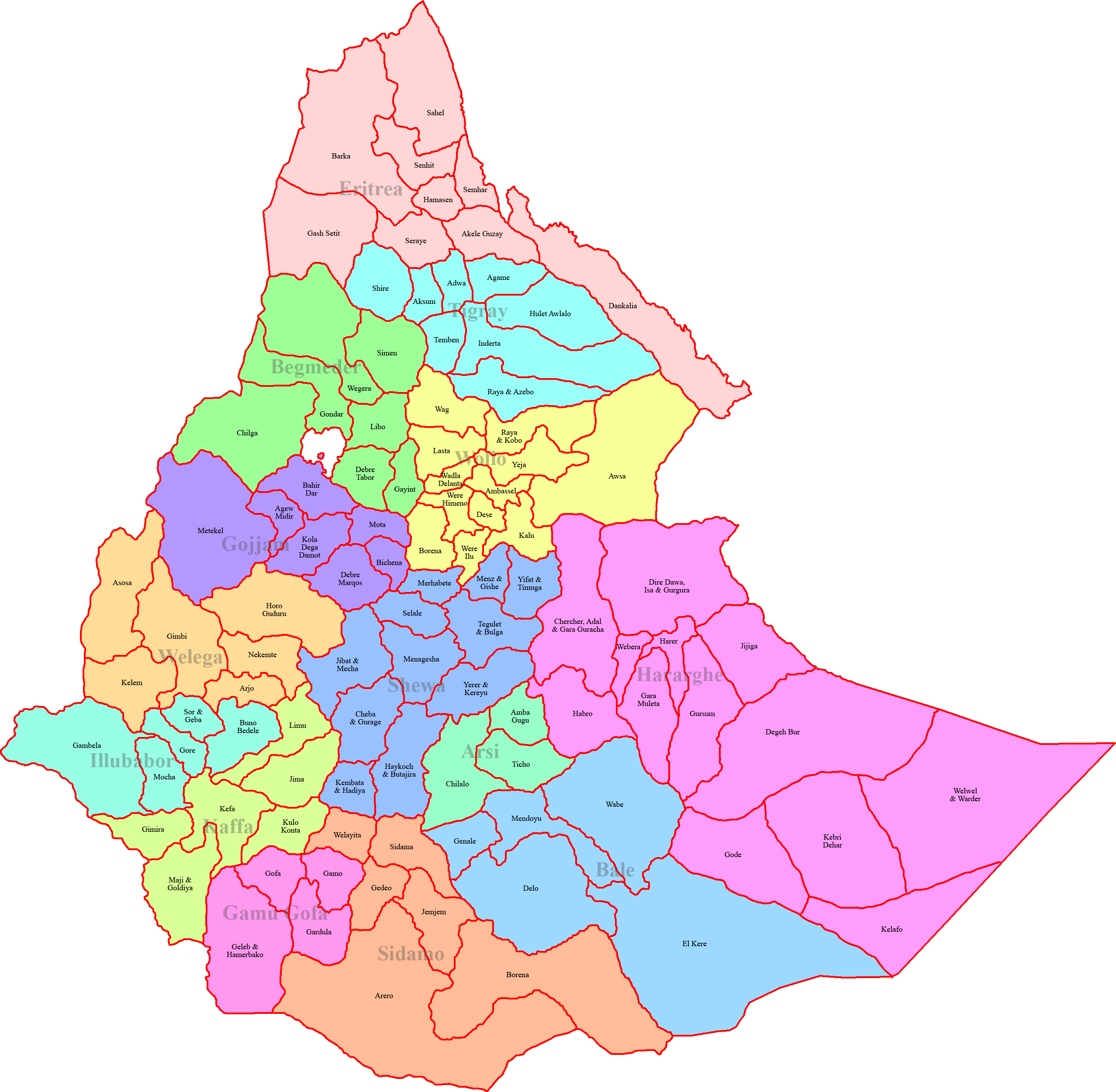
Karte der 14 Regionen 1974–1981 mit den 102 Awraddschas

Nach der Befreiung von der italienischen Kolonialherrschaft wurde das Kaiserreich Abessinien wiederhergestellt, und es wurden 12 Provinzen (ጠቅላይ ግዛት ṭäqlay gǝzat) geschaffen:
- Arsi (Arusi, Arussi; Hauptstadt Asela)
- Begemder (Gondar; Hauptstadt Gondar)
- Gemu-Gofa (Hauptstadt Chenca, ab 1965 Arba Minch)
- Godscham (Gojjam, Goddscham; Hauptstadt Debre Markos)
- Harerge (Hararghe; Hauptstadt Harar)
- Illubabor (Hauptstadt Gore, ab 1978 Metu)
- Kaffa (Kafa, Kefa; Hauptstadt Jimma)
- Shewa (Hauptstadt Addis Abeba)
- Sidamo (Hauptstadt Yirgalem, ab 1978 Awassa)
- Tigray (Tigre; Hauptstadt Mek’ele)
- Wollega (Hauptstadt Nekemte)
- Wällo (Welo, Wollo; Hauptstadt Dessie/Dese)

Eine weitere Unterteilung erfolgte in die Einheiten Awraddscha (አውራጃ ግዛት awraǧǧa gǝzat) und Woreda (ወረዳ ግዛት wäräda gǝzat). 1960 wurde Bale als 13. Provinz mit der Hauptstadt Goba von Harerge abgetrennt, 1965 das bis dahin autonome Eritrea als 14. Provinz mit der Hauptstadt Asmara aufgenommen.
Nach dem Sturz Kaiser Haile Selassies und der Machtübernahme durch das Militär 1974 wurden durch den provisorischen Militärverwaltungsrat Derg die bestehenden Provinzen in Regionen (ክፍል ሀገር kǝfǝl hagär) umbenannt. Darunter bestanden 102 Awraddschas und 556 Woredas. 1981 wurden auch die Hauptstadt Addis Abeba aus Shewa und die Region Assab aus Eritrea ausgegliedert und eigenständige Regionen.

### 1987–1991
Am 18. September 1987 wurden in der Demokratischen Volksrepublik Äthiopien durch Parlamentsbeschluss die Militärherrschaft abgeschafft und die Regionen neu organisiert. Das Land wurde in fünf autonome Regionen (ራስ ገዝ አካባቢ ras gäz akkababi) und 25 Verwaltungsregionen (አስተዳደር አካባቢ astädadär akkababi) unterteilt. Darunter bestanden 323 Awraddschas; die Woredas entfielen. Die Einrichtung der autonomen Regionen war eine Reaktion auf die Rebellionen und Unabhängigkeitsbewegungen in verschiedenen Landesteilen.

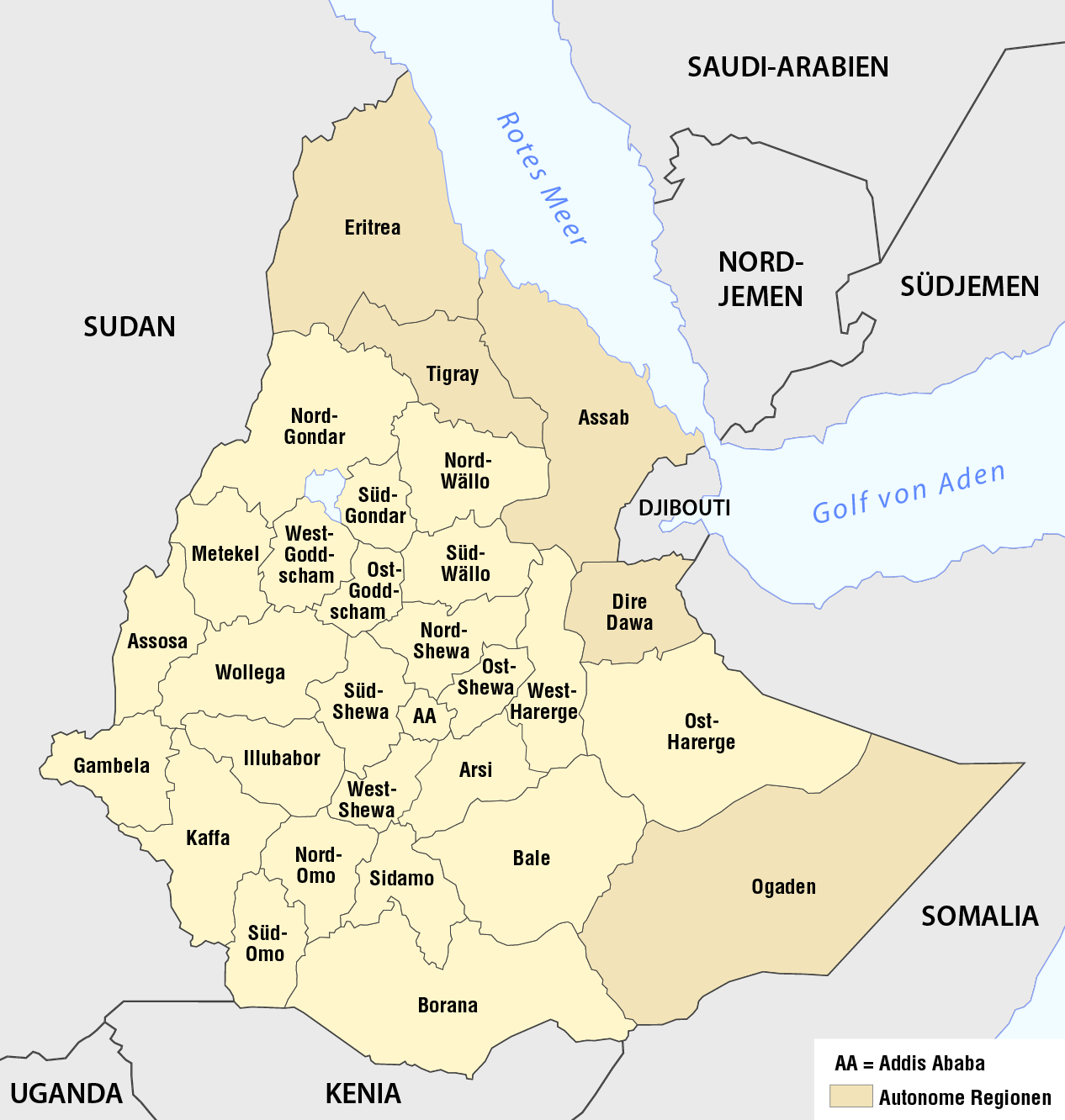
Die Regionen 1987–1991

Autonome Regionen:
- Eritrea (ኤርትራ Erǝtra) – Hauptstadt: Asmara
- Tigray (ትግራይ Tǝgray) – Mekele
- Assab (አሰብ Assäb) – Assab
- Dire Dawa (ድሬዳዋ Dǝredawa) – Dire Dawa
- Ogaden (ኦጋዴን Ogaden) – Kalafo

Verwaltungsregionen:
- Nord-Gondar (ሰሜን ጐንደር Sämen Gʷändär) – Gondar
- Süd-Gondar (ደቡብ ጐንደር Däbub Gʷändär) – Debre Tabor
- Nord-Wällo (ሰሜን ወሎ Sämen Wällo) – Lalibela
- Süd-Wällo (ደቡብ ወሎ Däbub Wällo) – Dese
- Ost-Goddscham (ምሥራቅ ጐጃም Mǝśraq Gʷäǧǧam) – Debre Markos
- West-Goddscham (ምዕራብ ጐጃም Mǝʿǝrab Gʷäǧǧam) – Bure
- Metekel (መተከል Mätäkkäl) – Gilgil Beles
- Assosa (አሶሳ Assosa) – Assosa
- Wellega (ወለጋ Wälläga) – Nekemte
- Nord-Shewa (ሰሜን ሸዋ Sämen Šäwa) – Fiche
- Addis Abeba (አዲስ አበባ Addis Abäba) – Addis Abeba
- West-Shewa (ምዕራብ ሸዋ Mǝʿǝrab Šäwa) – Addis Alem
- Süd-Shewa (ደቡብ ሸዋ Däbub Šäwa) – Hosaena
- West-Hararge (ምዕራብ ሐረርጌ Mǝʿǝrab Ḥarärge) – Asebe Teferi
- Ost-Hararge (ምሥራቅ ሐረርጌ Mǝśraq Ḥarärge) – Harar
- Arsi (አርሲ Arsi) – Asela
- Bale (ባሌ Bale) – Goba
- Gambella (ጋምቤላ Gambella) – Gambella
- Illubabor (ኢሉባቦር Illubabor) – Metu
- Kaffa (ከፋ Käfa) – Jimma
- Gamu Gofa (ጋሞ ጐፋ Gamo Gʷäfa) – Arba Minch
- Sidamo (ሲዳሞ Sidamo) – Awassa
- Nord-Omo (ሰሜን ኦሞ Sämen Omo) – Gidole
- Süd-Omo (ደቡብ ኦሞ Däbub Omo) – Jinka
- Borena (ቦረና Boräna) – Negele Boran

### 1991–1993/95

Ethnien in Äthiopien

Unter der Übergangsregierung Äthiopiens wurde das Land in zwölf ethnisch definierte autonome Regionen und zwei Städte eingeteilt. Die Regionen (ክልል kǝllǝl) wurden zunächst durchnummeriert, bevor sie Eigennamen erhielten. Die Namensgebung war mitunter umstritten, etwa in der Region 5, wo die Ogadeni als größter Clan die Bezeichnung „Ogaden“ oder „Ogadenia“ bevorzugten, die anderen Somali-Clans jedoch „Somali“ durchsetzten.
Diese Regionen entsprechen im Wesentlichen den heutigen Regionen/Bundesstaaten. Die Regionen 7 bis 11 wurden später zur Region der südlichen Nationen, Nationalitäten und Völker zusammengefasst, Harar erhielt den Status einer Region mit den Aderi als Titularnation. Das zwischen Oromo und Somali umstrittene Dire Dawa wurde unabhängige Stadt.
Mit der Unabhängigkeit von Eritrea schied die autonome Region Eritrea und ein Teil der früheren autonomen Region Assab im Jahr 1993 aus dem Staatsverband aus.
| Nummer | Name                  |
| ------ | --------------------- |
| 1      | Tigray                |
| 2      | Afar                  |
| 3      | Amhara                |
| 4      | Oromo                 |
| 5      | Somali                |
| 6      | Beni Shangul          |
| 7      | Gurage-Hadiya-Kambata |
| 8      | Sidama                |
| 9      | Walayta               |
| 10     | Omo                   |
| 11     | Kafa                  |
| 12     | Gambela               |
| (13)   | Harar (Stadt)         |
| –      | Addis Abeba (Stadt)   |